# Michel-Pierre Luminais
Michel-Pierre Luminais est un homme politique français né le 22 décembre 1752 à Bouin et décédé le 17 juin 1812 à Bouin (Vendée).

## Biographie
Michel-Pierre Luminais est le fils de Michel Luminais, sieur des Cloudys, notaire, procureur du roi en la juridiction de Bouin, sénéchal du prieuré des Moutiers, et d'Anastasie Rolland 
Avocat, il est élu membre du Conseil des Cinq-Cents le 26 vendémiaire an IV, comme député de la Vendée. Rallié à Bonaparte après le coup d'État du 18 Brumaire, il siège au corps législatif jusqu'en 1803.
Marié à Marie-Françoise Josnet de La Navarrière (sœur du général Jean-Louis Gaspard Josnet de Laviolais), il est le père de René Marie Luminais, député de la Monarchie de Juillet.

## Sources
- « Michel-Pierre Luminais », dans Adolphe Robert et Gaston Cougny, Dictionnaire des parlementaires français, Edgar Bourloton, 1889-1891 [détail de l’édition]
- Notices d'autorité :   - VIAF
  - ISNI
  - IdRef
  - LCCN
  - GND
  - Italie
  - WorldCat
- Ressource relative à la vie publique :   - Base Sycomore